# Шапел Ањон
Шапел Ањон (фр. Chapelle-Agnon) насеље је и општина у централној Француској у региону Оверња, у департману Пиј де Дом која припада префектури Амбер.
По подацима из 2011. године у општини је живело 383 становника, а густина насељености је износила 14,69 становника/km². Општина се простире на површини од 26,08 km². Налази се на средњој надморској висини од 700 метара (максималној 1.003 m, а минималној 470 m).

## Демографија
| 1962. | 1968. | 1975. | 1982. | 1990. | 1999. | 2011. |
| ----- | ----- | ----- | ----- | ----- | ----- | ----- |
| 690   | 619   | 581   | 511   | 449   | 419   | 383   |

График промене броја становника у току последњих година